# Trachylepis gravenhorstii
Trachylepis gravenhorstii är en ödleart som beskrevs av  Duméril och BIBRON 1839. Trachylepis gravenhorstii ingår i släktet Trachylepis och familjen skinkar. IUCN kategoriserar arten globalt som livskraftig. Inga underarter finns listade i Catalogue of Life.